# レバノン料理

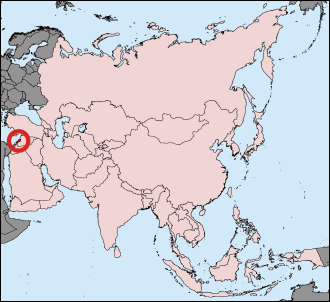
レバノンの位置

レバノン料理（レバノンりょうり）は、中東のレバノン共和国で食べられている料理である。中東諸国で広く見られるケバブのような肉料理もあるが、野菜を使用した料理が特に豊富である。
レバノン料理の特徴として、ゴマ、レモン、オリーブオイル、ハーブ類、ヨーグルトを使った料理が多く見られる。シナモンやオールスパイスが好んで使用されるが、香辛料の使用量はそれほど多くはない。シリア料理とは酷似しており、隣国の料理（イスラエル料理、パレスチナ料理、ヨルダン料理）ともファラフェルやフムスなどレバノン料理と共通した料理が多くある。チーズ、オリーブ、野菜を用いたメッゼ（Mezze, مزة）と呼ばれる前菜、または付け合せは他のアラブ諸国の料理と共通する。また、同じく地中海東部沿岸に位置し地理的に近いトルコ料理やギリシア料理とも共通した要素を持つ。
人口の約30 %は東方典礼カトリック教会または正教会に属しており、肉や魚を口に出来ない斎の期間に備え、野菜料理が発達している。
日本での知名度は高くないが、レバノン内戦を避けて多くのレバノン人がヨーロッパや南北アメリカなどに移住したため知られ、欧米の大都市ではベジタリアン向け料理やダイエット食として需要が高い。また、キッベやミハシー、スフィーハなど一部のレバノン料理が移住先のブラジル、ハイチ、ドミニカ共和国などの食文化に浸透している。

## 代表的なレバノン料理

### 野菜の料理

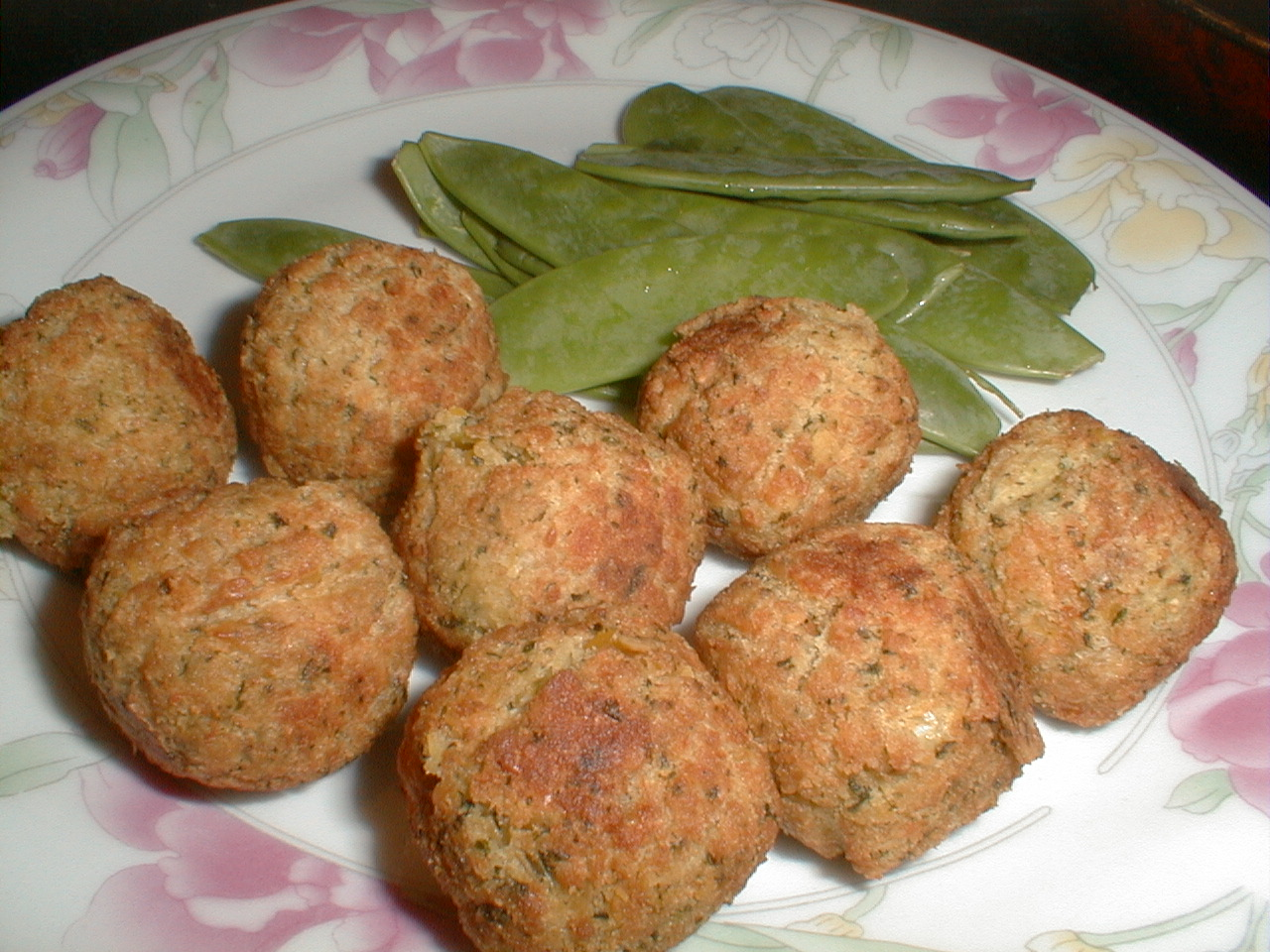
ファラーフェル

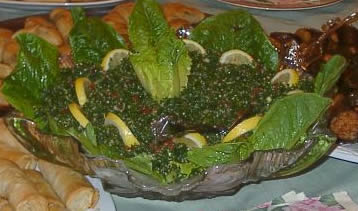
タブーリ

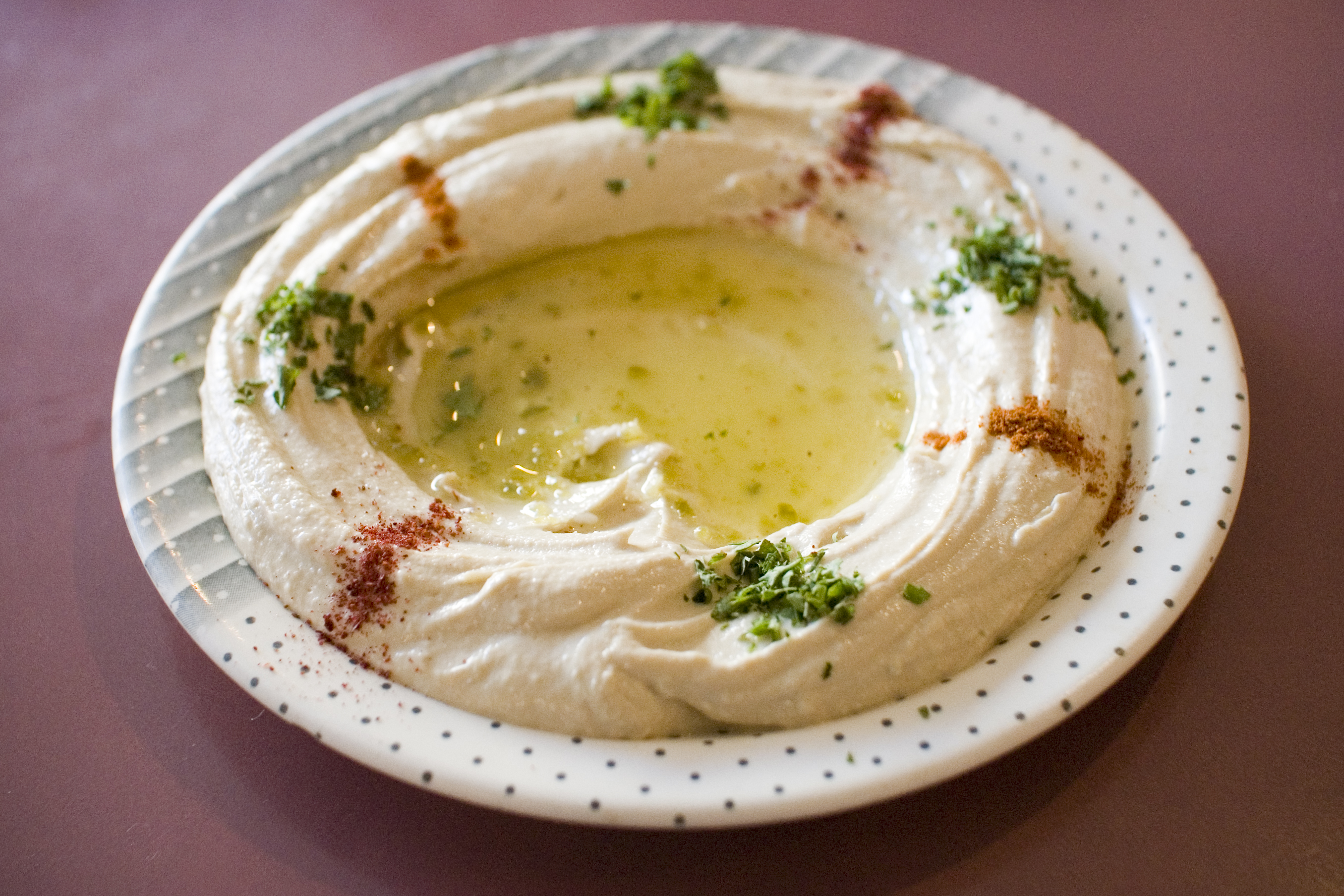
フンムス

ファラーフェル فلافل
ヒヨコマメのコロッケ。欧米では一般的なベジタリアン料理になっている。
ババガヌーシュ（ババ・ガンヌージュ） بابا غنوج　（英: baba ghannoug）
焼いて皮をむいたナスをすり潰してオリーブオイル、タヒーニ、香辛料を混ぜたペースト。代表的なメッゼのひとつ。
タッブーレ （タブーリ）تبولة
パセリとブルグールのサラダ。代表的なメッゼのひとつ。
カルナビート・マクリー（揚げカリフラワー） قنبيط مقلي
カリフラワーを食べやすい大きさに切って素揚げにしたもの。
バシンジャン・マクリー（揚げナス） بثنجن مقلي
ナスを食べやすい大きさに切って素揚げにしたもの。
ミハシー محشي
香辛料を効かせた肉や米、野菜をキャベツやブドウなどの葉で包んだ料理。中をくりぬいた野菜（ナス、ピーマン、ズッキーニなど）を用いることもある。いわゆるドルマと同じ。メッゼのひとつ。ブドウの葉のミハシーを特にワラク・イナブ（ورق عنب）と呼ぶ。
フンムス・ビッタヒーニ（フンムス） حُمُّص بالطحينة
ヒヨコマメとタヒーニのペースト。代表的なメッゼのひとつ。
ムサッカア（ムサカ） مسقعة
ギリシャから中東にかけて食べられている、ナスやズッキーニを使ったグラタンに似た料理。ギリシャやバルカン半島のムサカとは異なり、肉やベシャメルソースを使わないが、ヒヨコマメが入ることがある。ムナッザラ（منزلة）とも呼ばれる。
シュールバ شوربة
スープ。野菜のシュールバの他、キシュク、肉団子、キッビのシュールバがある。

### 卵の料理
イッジ عجة
刻んだハーブ、カリフラワー、ズッキーニ、ヨーグルト、白身魚、くずしたキッビ、牛や羊の脳などを溶き卵と混ぜて耐熱皿に入れ、焼いた料理。スペインのトルティージャやイタリアのフリッタータ、イランのククと類似する。

### 肉の料理

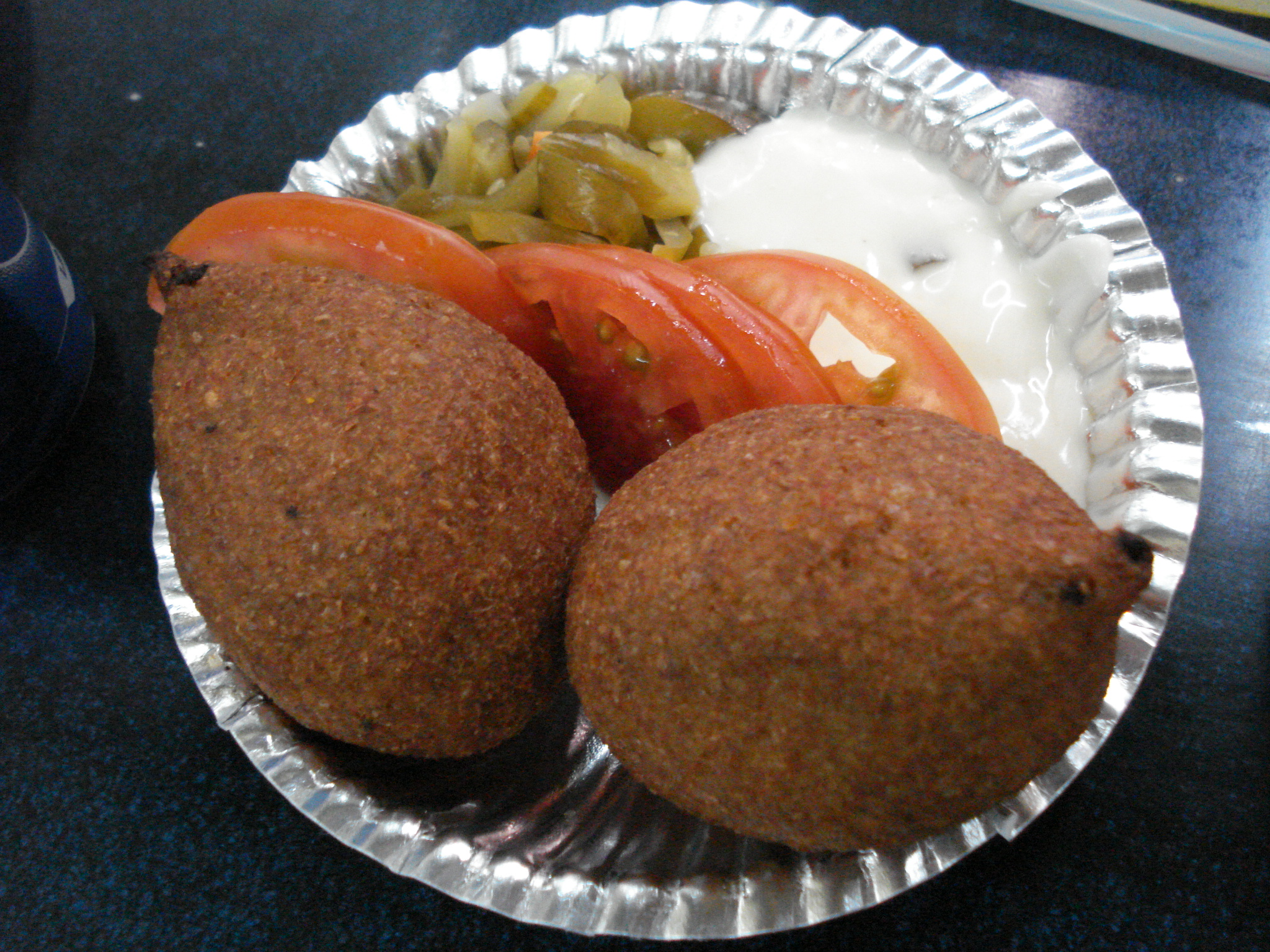
キッビ・マクリーイェ

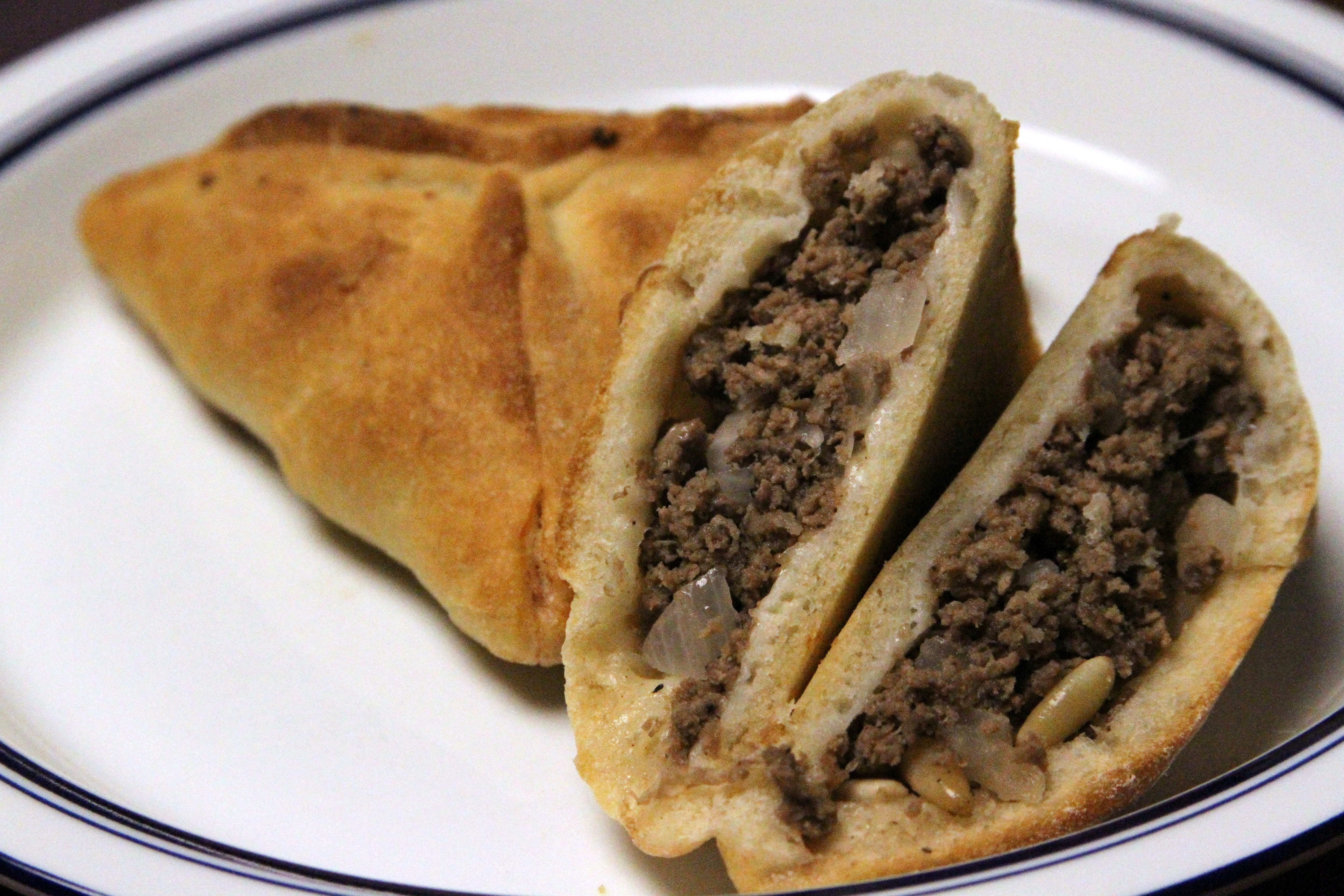
ファターイル

ケバーブ كباب
中東で広く食べられている肉の串焼き。
シャーウェルマー شاورما
調理法はトルコのドネルケバブと同じだが、タラトール（タヒーニとニンニク、レモン汁のソース）を添える。
キッビ、キッベ كبة  Kibbih
ブルグールと挽肉（主に子羊肉）を混ぜて作る料理の総称。ラグビーボール型にして揚げたキッビ・マクリーイェ（كبة مقلية）、耐熱皿に入れて焼いたキッビ・ビッセーニーイェ（كبة بالصينية）、生のまま食べるキッビ・ナッイーェ（كبة نية）などがある。メッゼのひとつ。
カフタ كفته
ミートボール状の挽肉料理。串に刺して焼く、煮込む、オーブンで焼くなどの調理法がある。
サンブーサク سمبوسك
挽き肉や白いチーズを詰めて焼くか、油で揚げた小型の半月形のパイ。ナッツや果物を詰めて菓子とすることもある。
スフィーハ صفيحة
ピザと似た挽肉のパイ。ラハム・ビ＝アジーン（لحم بعجين）とも呼ばれる。
ファターイル ﻓﻄﺎئر
円形にのばしたパン生地の上に具をのせ、三角形に折り畳んで閉じたパイ。挽肉、ホウレンソウ、フレッシュチーズなどを詰める。
ムグラビーヤ مغربية
マグリブのクスクスに由来する料理。クスクスよりも大粒のマフトゥール（مفتول）と呼ばれるパスタを用いる。

### パン

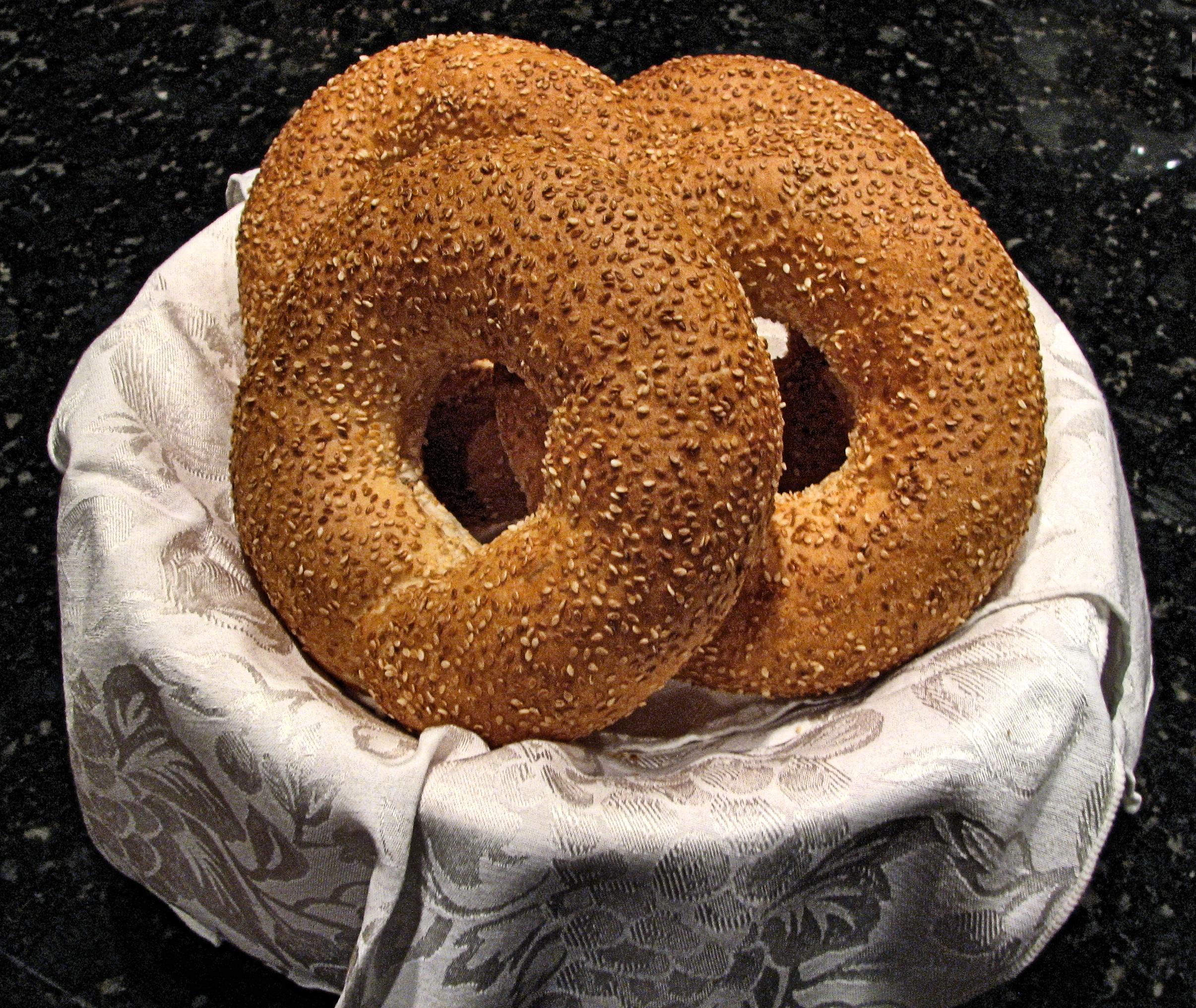
カアク

クマージュ كماج
中が空洞の円形の薄いパン。いわゆるピタ。
マルクーク مرقوق
イタリアのピザのように薄くのばして焼いた円形のパン。
トラミ tlami
円形の厚みのあるやわらかいパン。
サージュ صاج
同名の金属製ドーム状の調理器具で焼いた極薄のパン。
マナーキーシュ مناقيش
薄くのばしたパン生地にオリーブ油とザアタルを塗って焼いたピザのようなパン。
カアク كعك
リング状のパン、あるいは菓子。

### デザート

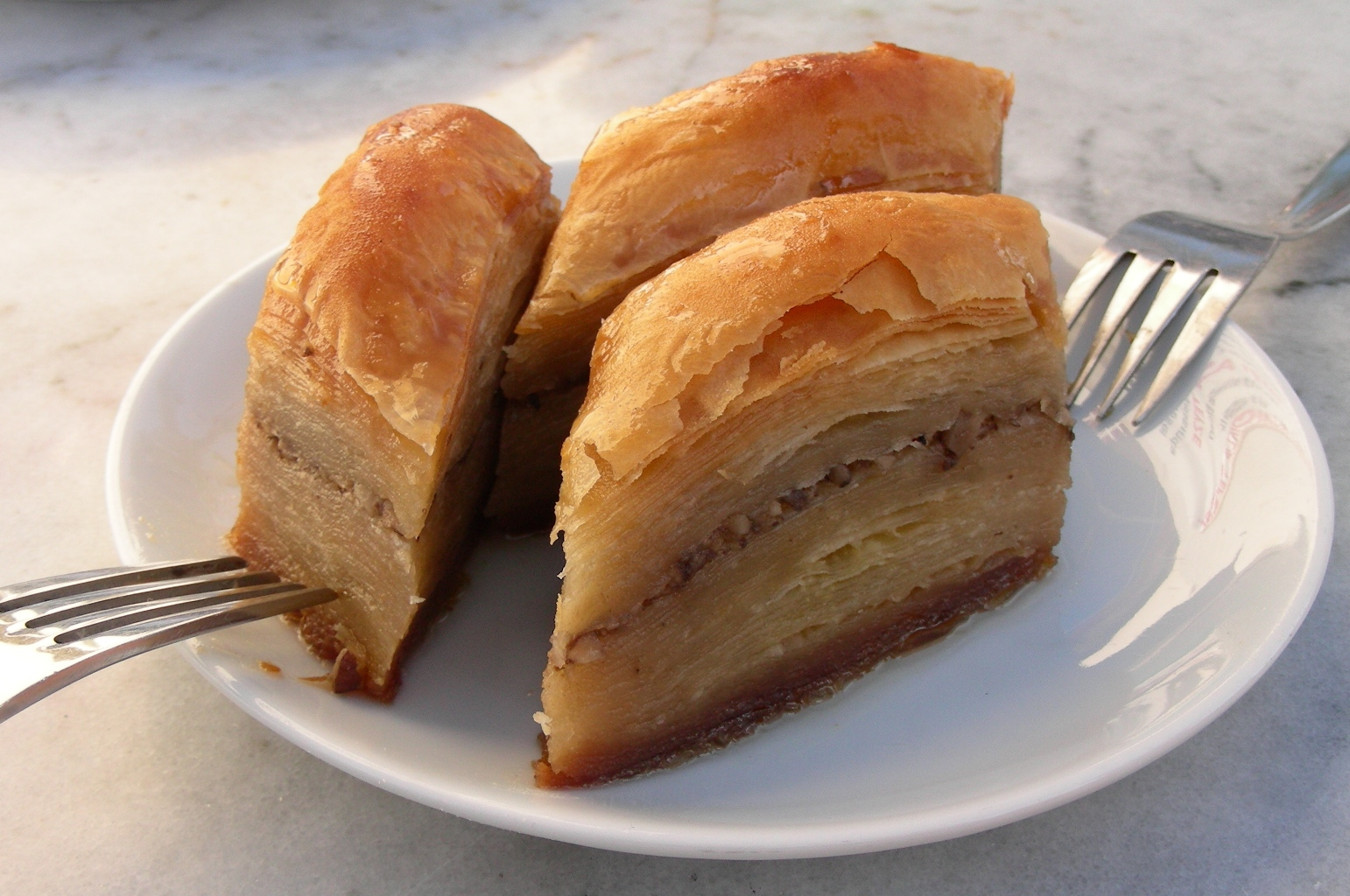
バクラーワ

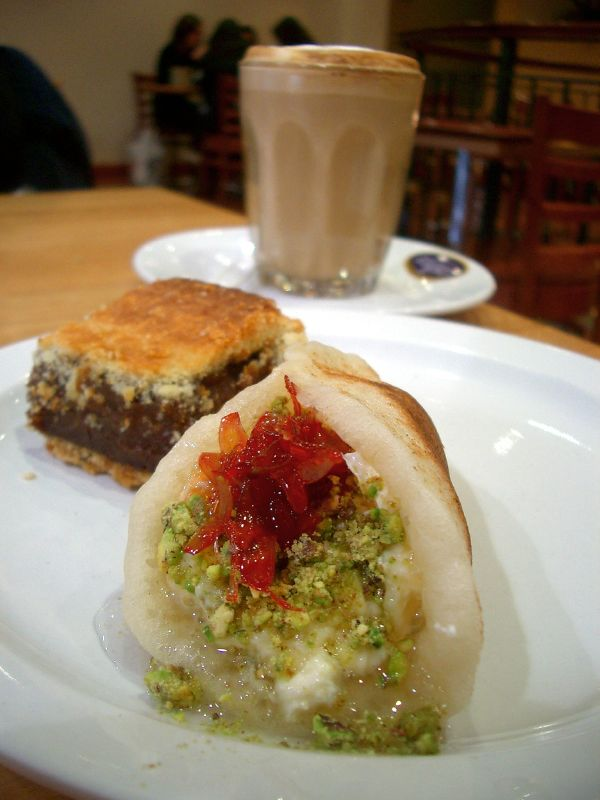
カターイフ・アサフィーリ（手前）とマアムール

バクラーワ、バ・レーワ（バクラヴァ） بقلاوة
バターを塗ったフィロ生地を何枚も重ねてナッツを包み、アタール（シロップ）をしみこませたミルフィーユのような菓子。
ハラーワ（ハルヴァ） حَلاوة
すり胡麻、果物、穀類などを砂糖や油脂と混ぜて作るヌガーに似た菓子。
リズ・ビル＝ハリーブ رز بالحليب
ライスプディング。
ラーハトゥル＝ハルクム راحة الحلقم
ロクムのこと。
キシュタ、アシュタ قِشْطَة
牛乳から作られた濃厚なクリームで、フルーツを添えたり、ピスタチオをトッピングし、蜜かアタール（シロップ）をかける菓子。
カターイフ、クターイフ、アターイフ قطايف
薄いセモリナ粉のパンケーキでフレッシュチーズや、ナッツのフィリングを包んでアタール（シロップ）に浸した菓子。レバノンではフィリングにキシュタが使われるものがあるのが特徴である。
クナーフィ كنافة
小麦粉で出来た細麺状の生地でフレッシュチーズを包んで焼き、アタール（シロップ）をかけ、ナッツをトッピングした菓子。カターイフ同様チーズの代わりにキシュタが使われたり、パンのカアクにはさんで食される。
ムハッラビーヤ、ムハッラビーイ محلبية
米粉と牛乳のプディングで、トルコのムハッレビとほぼ同じ。オレンジフラワーウォーターやローズウォーターで香りをつけ、ナッツをふりかけて供する。
ムシャッバク مشبك
イースト入りのゆるい生地に色をつけ、輪を描くように揚げ油に落として揚げ、シロップに浸けた菓子。
ズラービーイ زلابية
名称はジャレビに由来するが、薄く伸ばしたイースト入りの生地をリボン状に切り、油で揚げてから粉砂糖やグラニュー糖をまぶした菓子。
マアムール معمول
デーツやナッツを詰めたショートブレッド風の菓子。

### 飲み物

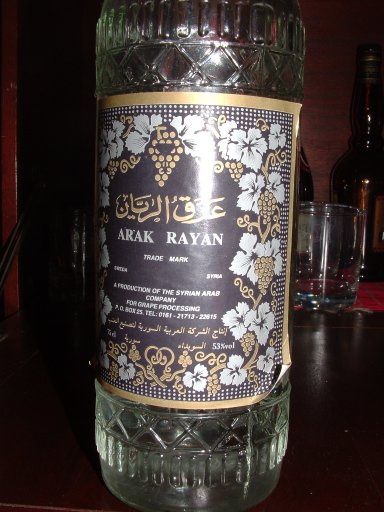
アラック

アル＝マザ المزة
レバノン産のビール。
アラック عرق
アルコール度数の高い蒸留酒。アニスの香りがする。
カフウィ قهوة
濃いコーヒー。入れ方はトルココーヒーとほぼ同じ。
ラバン لبن
ヨーグルトを冷たい水と混ぜて撹拌し、塩味をつけた飲み物。トルコのアイランとほぼ同じ。塩の代わりに砂糖を入れるとラバン・ビッシッカル（لبن بالسكر）と呼ばれる。
シャルバート شربات
果物やマーワルド（ローズウォーター）のシロップを氷水で薄めた飲み物。

## レバノン料理の食材

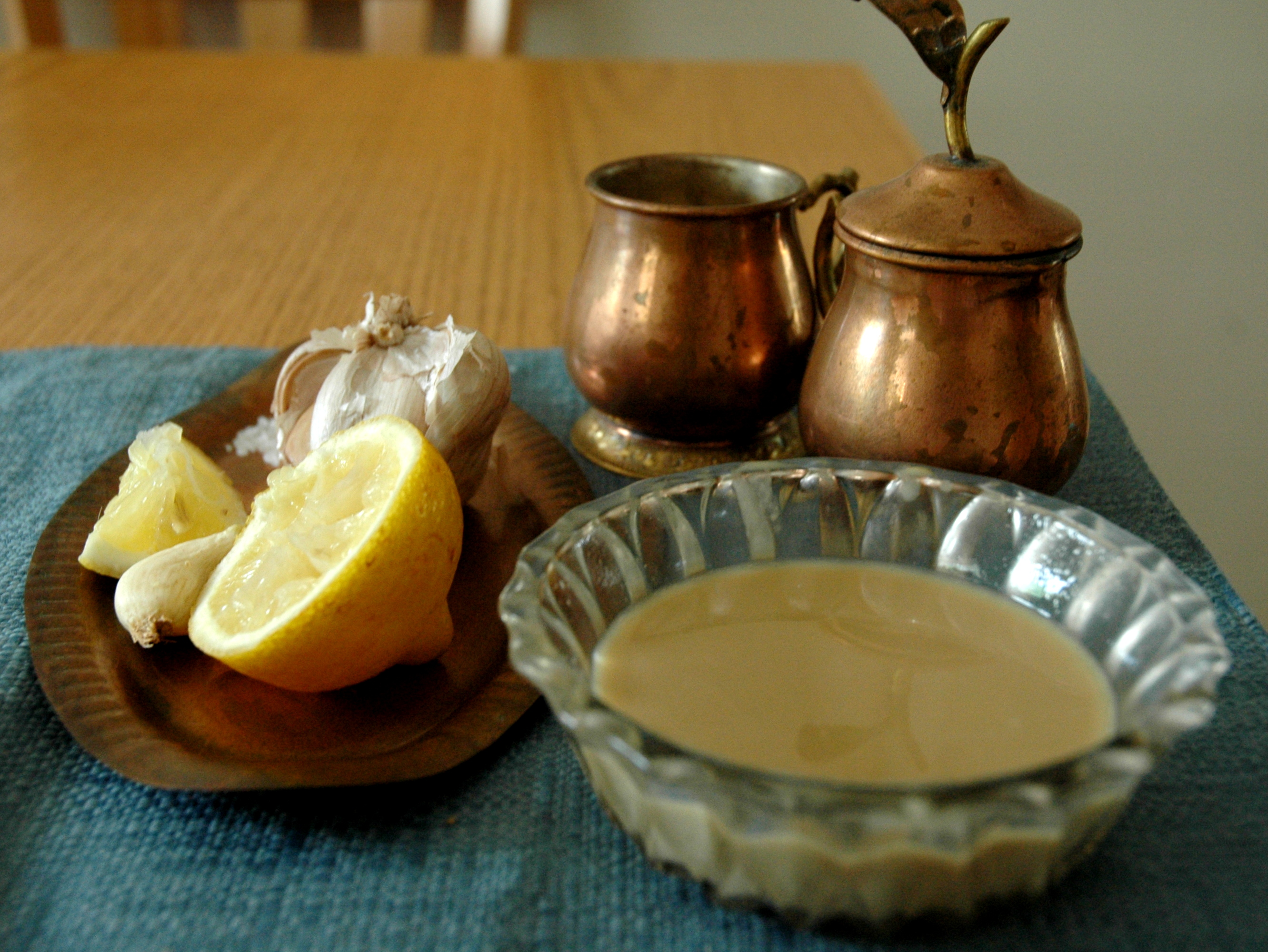
タヒーニのソース

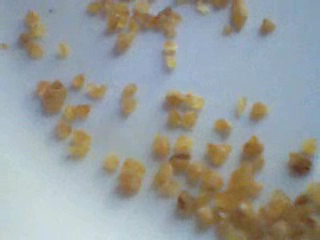
ブルグール

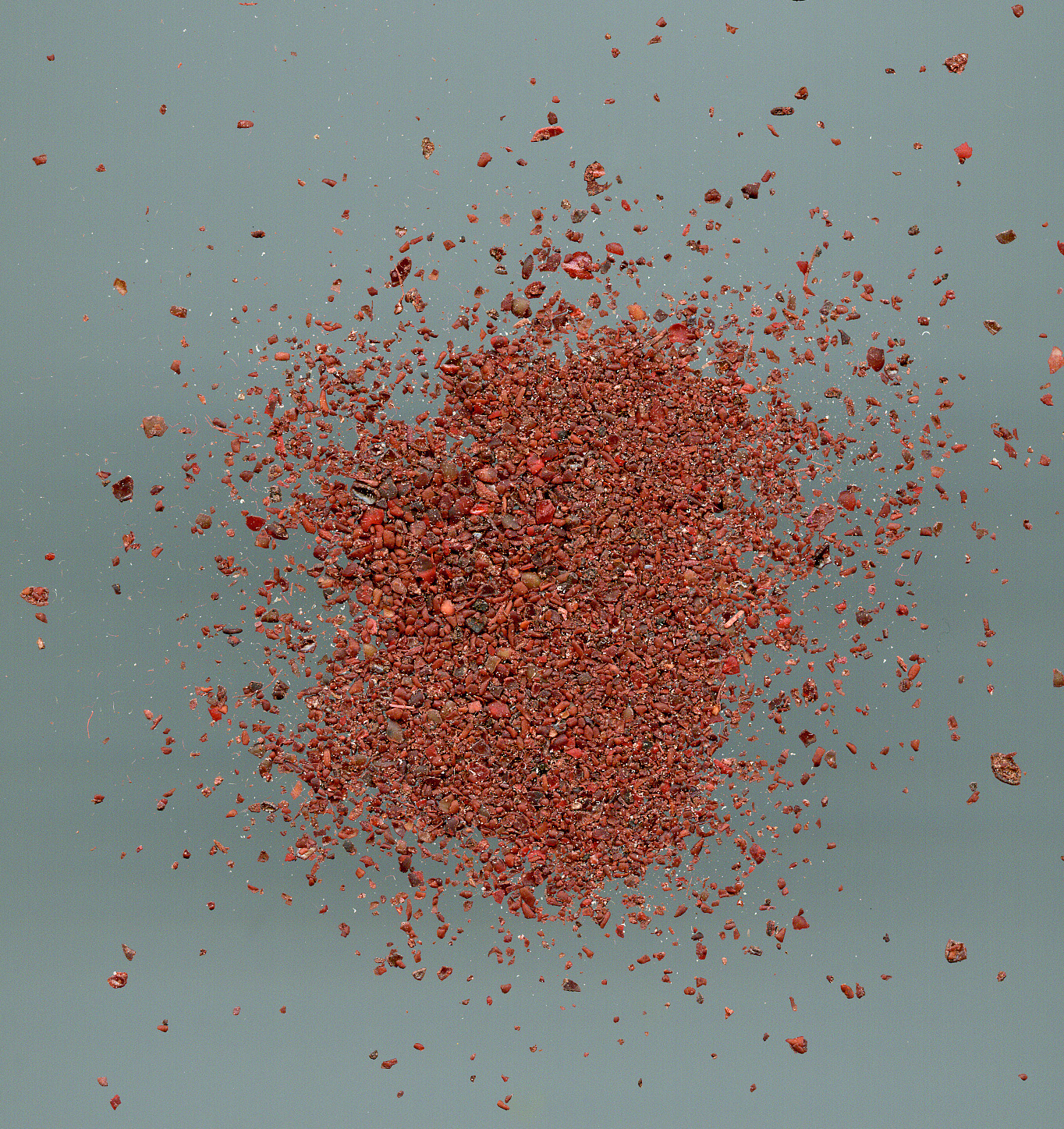
スンマーク

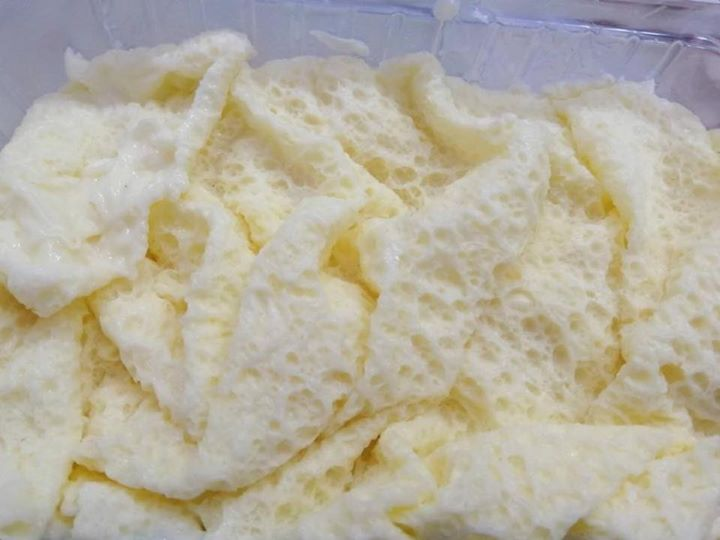
キシュタ

タヒーニ（طحينة、tahini）
ゴマのペースト。フンムス、ババ・ガンヌージュを作るのに使う他、サラダドレッシングや魚料理のソースなどさまざまな料理に使われる。中華食材の「芝麻醤」（練り胡麻）に似ているが、タヒーニは胡麻を炒らないで作るので香りが異なる。
ブルグール（برغل、bulgur）
茹でた小麦を乾燥して細かく挽いたもの。タッブーリやキッビに使う他、米の代わりに炊くこともある。
キシュク（كشك Kishk）
乳またはヨーグルトとブルグールを混ぜて発酵させ、日干しにしてから粉にした食品。穀類入りのクルトの一種ともいえる。ソースのとろみづけ、シュールバ、粥状の料理、農民風サラダ、卵料理、塩味のフィリングに用いる。
フィロ（phyllo）
紙よりも薄いパイ生地。バクラヴァなど、菓子作りに使う。
スンマーク（سماق　summāq）
ヌルデ属の植物Rhus coriariaの実の粉末。酸味があり、味と見かけは「ゆかり」ふりかけに似ている。調味料として用いる。
ザアタル（زعتر　za'atar）
オレガノ、スンマーク、タイム、炒った白胡麻、塩などを混ぜた調味料。オリーブ油と混ぜてからパンにつけて食べる。
ディブス・ルンマーン（دبس رمان　dibs rummān）
ザクロの果汁を煮詰めたシロップ。サラダドレッシングやスフィーハの具、煮込み料理の味付けに用いる。
バターレフ（بطارخ　batārekh）
ボラの卵巣の塩漬け（カラスミ）。メッゼとして薄く切ったものをパン、オリーブ油、レモン汁と一緒に食べる。キリスト教徒の家庭では、四旬節期間中特によく消費される。
マーザヒル ماء الزهر
オレンジフラワーウォーター。オレンジの花を蒸留して得られる香水。デザートや飲み物の香り付けに用いる他、ヒツジの頭、足、トライプを洗った後にもみこんで臭みを消す。
マーワルド ماء ورد
ローズウォーター。バラの花弁を蒸留して得られる香水。デザートや飲み物の香り付けに用いる他、ヒツジの頭、足、トライプを洗った後にもみこんで臭みを消す。
キシュタ、アシュタ قِشْطَة
牛乳を時間をかけて熱し、熱凝固の方法によって作られるミルククリーム。欧米ではクロテッドクリームに例えられることが多いが、成分は全乳の乳清から作られるリコッタに近く、乳脂肪も約55パーセントのクロテッドクリームに比べキシュタは約12パーセントとなっている。さまざまなデザートのフィリングとして用いられる。

## 関連書籍
- Cooking the Lebanese Way　ISBN 978-0822541165
- A Taste of Lebanon　ISBN 978-0940793903